# 容启航
容启航（英語：Glenn Yong，1996年10月10日—）是新加坡演员和歌手。2019年出演电视剧《致胜出击》，2021年出演电影《女兵外传》 。

## 早年生活和教育
1996年10月10日，容启航出生于新加坡。他是家中排行最小，有一个哥哥。
容启航中学毕业后，就读于淡马锡理工学院。 服役后，容启航就读于莫道克大学。2020年10月毕业后，获得营销学位。

## 职业
2019年，容启航在《致胜出击》中以配角出道，在其中扮演主要角色之一的年轻版本。
2020年，与泰国GMMTV艺人皮拉帕·瓦塔納汕西瑞（Earth Pirapat）一起出演电视剧《水漾少年》。  容启航在2020年5月发行了他的第一首单曲《妈妈好》。
2021年9月，容启航出演音乐电视剧《大大的梦想》 的男主角孙易安。容启航的第一首个人原声带《幸福的未来》与原声专辑一同发布。
2021年10月，容启航被选中在梁智强的电影里《女兵外传》饰演男主角。这是他的首部电影作品，在电影中饰演周副排长。   
2022年3月，容启航受邀在Singapore Cancer Society举办的“Relay For Life 2022”活动现场演出，哈莉玛总统作为主宾出席。
2022年5月，容启航被指定为新加坡防癌协会最年轻的亲善大使，以提高青少年对癌症的认识。
2022年6月，容启航发布了他的首支英文单曲和音乐录影带〈UP UP〉，讲述了他自2019年出道以来在娱乐界的经历。他希望鼓励和增强人们在困难重重的情况下继续前进。
继梁智强的《女兵外传》电影后，《女兵外传2》也上映了，他在片中饰演周副排长。
2022年9月，容启航正在拍摄他的下一部电影《猫山王中王》饰演其中一位主角。电影将会在2023年上映。

## 音乐作品
| 年份 | 标题       | 笔记            | 参考   |
| ---- | ---------- | --------------- | ------ |
| 2020 | 妈妈好     |                 | [ 17 ] |
| 2020 | 号角响起   | 水漾少年 OST    | [ 18 ] |
| 2021 | 幸福的未来 | 大大的梦想 OST  | [ 19 ] |
| 2022 | UP UP      |                 | [ 20 ] |
| 2024 | 有用的人   | 小孩不笨3主題曲 |        |

## 影视作品

### 电视剧
| 年份 | 标题             | 角色               | 笔记          | 参考   |
| ---- | ---------------- | ------------------ | ------------- | ------ |
| 2019 | 致胜出击         | 谢正斌（少年时期） |               | [ 21 ] |
| 2020 | 水漾少年         | 刘健               |               | [ 22 ] |
| 2020 | 今天，你还好吗？ | 阿航               |               | [ 23 ] |
| 2021 | 过江新娘         | 梁有為             | 第15至19集    | [ 24 ] |
| 2021 | 大大的梦想       | 孙易安             |               | [ 25 ] |
| 2021 | 拯灵49天         | 马汉               |               | [ 26 ] |
| 2022 | 邻里帮           | Nick               | 客串，第101集 | [ 27 ] |
| 2023 | 深網             |                    |               |        |
| 2025 | 我的鲜肉老爸     |                    |               |        |

### 电影
| 年   | 标题       | 角色     | 笔记 | 参考   |
| ---- | ---------- | -------- | ---- | ------ |
| 2022 | 女兵外传   | 周副排长 |      | [ 28 ] |
| 2022 | 女兵外传2  | 周副排长 |      | [ 29 ] |
| 2023 | 猫山王中王 | 王水良   |      | [ 30 ] |
| 2024 | 小孩不笨3  | 李老师   |      |        |
| 2025 | 蛊降       |          |      |        |

## 奖项和提名
| 年份 | 届次     | 奖项                 | 作品                           | 结果 | 参考   |
| ---- | -------- | -------------------- | ------------------------------ | ---- | ------ |
| 2022 | 红星大奖 | MyPICK! 最吸睛男角色 | 孙易安 《大大的梦想》          | 入围 | [ 31 ] |
| 2022 | 红星大奖 | MyPICK! 最强CP       | 孙易安 & 方静晨 《大大的梦想》 | 入围 | [ 31 ] |